# Eugène Ruffy
 (septembre 2022).
Pour les articles homonymes, voir Ruffy.
Eugène Ruffy est un homme politique suisse, né le 2 août 1854 à Lutry et mort le 25 octobre 1919, fils de Victor Ruffy. Membre du Parti radical-démocratique, il fut élu au Conseil d'État du Canton de Vaud le 15 avril 1885 et fut conseiller fédéral de 1894 à 1899. En 1898 il épouse Alice Mégroz, la fille d'un négociant en soierie suisse, Marc-Auguste-Louis Mégroz.

## Biographie
Eugène Ruffy fait ses études de droit à Lausanne (membre de l'association d'étudiants Helvetia), les poursuit en Allemagne et à Paris. Stagiaire chez Louis Ruchonnet, puis avocat, il fait grâce à son protecteur une carrière rapide : il est élu en 1882 au Grand Conseil et succède la même année à Ruchonnet au Conseil national. Son investissement dans la Constituante de 1884 lui permet de s'imposer "comme le leader d'un parti orphelin de Ruchonnet et souvent livré à d'incessantes guerres des chefs". Ruffy entre en 1885 au Conseil d'État et dirige le Département de l'instruction publique : il y achèvera le travail de Ruchonnet en faisant passer la loi du 10 mai 1890 sur la création de l'Université de Lausanne. 
En 1893, Eugène Ruffy est élu au Conseil fédéral (32e conseiller fédéral de l'histoire[réf. nécessaire]). Il dirigera successivement le Département de justice et police, le Département de l'intérieur, le Département politique et le Département militaire. Il préside le Conseil fédéral en 1898. En 1900, Ruffy abandonne ses charges fédérales pour prendre la direction de l'Union postale universelle jusqu'à sa mort.

## Sources
- « Eugène Ruffy », sur la base de données des personnalités vaudoises sur la plateforme « Patrinum » de la Bibliothèque cantonale et universitaire de Lausanne.
- d'après © Olivier Meuwly, Lausanne, 2003 dessin in Patrie suisse, 1893, p. 48 photographie Ch. Messaz, Lausanne reproduction interdite sans autorisation Patrie suisse, (A. B.) 1919, no 682, p. 265-266